# Johnnie Taylor
Johnnie Harrison Taylor (* 5. Mai 1934  in Crawfordsville, Arkansas; † 31. Mai 2000 in Dallas, Texas) war ein US-amerikanischer Soul- und R&B-Sänger.

## Biografie
Taylor hatte zwischen 1963 und 1990 insgesamt 40 Hits in den amerikanischen R&B-Charts und zählt damit zu den erfolgreichsten Künstlern seiner Genres in den 1960er und 1970er Jahren. Die größten Erfolge gelangen ihm mit Who’s Making Love (1968), Jody’s Got Your Girl and Gone (1972), I Believe in You (You Believe in Me) (1973) und dem Millionenseller Disco Lady (1976), der ersten Single, die in den USA mit Platin ausgezeichnet wurde. Die vier genannten Lieder erreichten Platz eins der R&B-Charts und waren außerdem weit oben in den Popcharts der USA zu finden, so erreichte Disco Lady hier ebenfalls Platz eins.
Taylor gehörte zu den wichtigsten und erfolgreichsten Künstlern des Labels Stax, bei dem er zwischen 1966 und 1975 unter Vertrag stand. Er galt ferner als wichtiger Interpret des Southern Soul.
Taylor starb 2000 im Alter von 66 Jahren an den Folgen eines Herzinfarkts. Sein Sohn Floyd Taylor, der ihm als Bluessänger ins Showgeschäft folgte, starb 2014 im Alter von 60 Jahren.

## Diskografie

### Studioalben
| Jahr | Titel Musiklabel Katalog-Nr.                                | Höchstplatzierung, Gesamtwochen, AuszeichnungChartplatzierungen (Jahr, Titel, Musiklabel Katalog-Nr., Platzierungen, Wochen, Auszeichnungen, Anmerkungen) | Höchstplatzierung, Gesamtwochen, AuszeichnungChartplatzierungen (Jahr, Titel, Musiklabel Katalog-Nr., Platzierungen, Wochen, Auszeichnungen, Anmerkungen) | Anmerkungen |
| Jahr | Titel Musiklabel Katalog-Nr.                                | US | R&B | Anmerkungen |
| ---- | ----------------------------------------------------------- | --- | --- | --- |
| 1967 | Wanted: One Soul Singer Stax 715                            | — | R&B26 (4 Wo.)R&B | Erstveröffentlichung: April 1967 Keyboard: Booker T. Jones, Isaac Hayes                                           |
| 1969 | Who’s Making Love … Stax 2005                               | US42 (18 Wo.)US | R&B5 (33 Wo.)R&B | Erstveröffentlichung: Januar 1969 Produzenten: Al Jackson, Jr., Don Davis                                         |
| 1969 | Raw Blues Stax 2008                                         | US126 (9 Wo.)US | R&B24 (11 Wo.)R&B | Erstveröffentlichung: April 1969 Produzent: Al Jackson, Jr.                                                       |
| 1969 | The Johnnie Taylor Philosophy Continues Stax 2023           | US109 (6 Wo.)US | R&B25 (12 Wo.)R&B | Erstveröffentlichung: Juni 1969 Produzent: Don Davis                                                              |
| 1971 | One Step Beyond Stax 2030                                   | US112 (11 Wo.)US | R&B6 (19 Wo.)R&B | Erstveröffentlichung: März 1971 Produzent: Don Davis                                                              |
| 1973 | Taylored in Silk Stax 3014                                  | US54 (20 Wo.)US | R&B3 (21 Wo.)R&B | Erstveröffentlichung: Juni 1973 Produzent: Don Davis                                                              |
| 1974 | Super Taylor Stax 5509                                      | US182 (8 Wo.)US | R&B10 (14 Wo.)R&B | Erstveröffentlichung: Mai 1974 Produzent: Don Davis                                                               |
| 1976 | Eargasm Columbia 33951                                      | US5 Platin · (28 Wo.)US | R&B1 (26 Wo.)R&B | Erstveröffentlichung: März 1976 Produzent: Don Davis                                                              |
| 1977 | Rated Extraordinaire Columbia 34401                         | US51 (11 Wo.)US | R&B6 (18 Wo.)R&B | Erstveröffentlichung: Februar 1977 Produzent: Don Davis                                                           |
| 1978 | Ever Ready Columbia 35340                                   | US164 (6 Wo.)US | R&B35 (7 Wo.)R&B | Erstveröffentlichung: April 1978 Produzent: Don Davis                                                             |
| 1979 | She’s Killing Me Columbia 36061                             | — | R&B53 (8 Wo.)R&B | Erstveröffentlichung: Oktober 1979 Produzenten: Brad Shapiro, Don Davis, Frank Johnson, Johnnie Taylor            |
| 1980 | A New Day Columbia 36548                                    | — | R&B75 (2 Wo.)R&B | Erstveröffentlichung: August 1980 Produzenten: Brad Shapiro, Don Davis                                            |
| 1982 | Just Ain’t Good Enough Beverly Glen Music 10001             | — | R&B19 (31 Wo.)R&B | Erstveröffentlichung: Oktober 1982 Produzenten: Otis Smith, Patrick Moten                                         |
| 1985 | This Is Your Night Malaco 7421                              | — | R&B55 (18 Wo.)R&B | Erstveröffentlichung: Dezember 1984 Produzenten: Tommy Couch, Wolf Stephenson                                     |
| 1986 | Wall to Wall Malaco 7431                                    | — | R&B46 (33 Wo.)R&B | Erstveröffentlichung: Dezember 1985 Produzenten: Tommy Couch, Wolf Stephenson                                     |
| 1988 | In Control Malaco 7446                                      | — | R&B43 (29 Wo.)R&B | Erstveröffentlichung: August 1988 Produzenten: Tommy Couch, Wolf Stephenson                                       |
| 1990 | Crazy ’bout You Malaco 7452                                 | — | R&B47 (27 Wo.)R&B | Erstveröffentlichung: Dezember 1989 Produzenten: Tommy Couch, Wolf Stephenson                                     |
| 1991 | (I Know It’s Wrong but I …) Just Can’t Do Right Malaco 7460 | — | R&B59 (36 Wo.)R&B | Erstveröffentlichung: 4. September 1991 Produzenten: Tommy Couch, Wolf Stephenson                                 |
| 1994 | Real Love Malaco 7472                                       | — | R&B76 (5 Wo.)R&B | Erstveröffentlichung: Februar 1994 Executive Producer: Frederick Knight                                           |
| 1996 | Good Love! Malaco 7480                                      | US108 (18 Wo.)US | R&B76 (5 Wo.)R&B | Erstveröffentlichung: Juni 1996 Produzenten: Tommy Couch, Wolf Stephenson                                         |
| 1998 | Taylored to Please Malaco 7488                              | — | R&B44 (18 Wo.)R&B | Erstveröffentlichung: 7. April 1998 Produzenten: Tommy Couch, Wolf Stephenson, Richard Cason                      |
| 1999 | Gotta Get the Groove Back Malaco 7499                       | US140 (15 Wo.)US | R&B30 (65 Wo.)R&B | Erstveröffentlichung: 19. Oktober 1999 Produzenten: Tommy Couch, Wolf Stephenson, Frederick Knight, Richard Cason |

Weitere Studioalben
- 1977: Disco 9000 (Soundtrack; Columbia 35004)
- 1986: Lover Boy (Malaco 7440)
- 1996: Brand New (Malaco)

### Livealben
- 1991: Live in Dallas (VHS; Malaco)
- 2001: Recorded Live at the Longhorn Ballroom (DVD; Malaco)
- 2007: Live at the Summit Club (CD; Stax 8628)

### Kompilationen
| Jahr | Titel Musiklabel Katalog-Nr.                              | Höchstplatzierung, Gesamtwochen, AuszeichnungChartplatzierungen (Jahr, Titel, Musiklabel Katalog-Nr., Platzierungen, Wochen, Auszeichnungen, Anmerkungen) | Höchstplatzierung, Gesamtwochen, AuszeichnungChartplatzierungen (Jahr, Titel, Musiklabel Katalog-Nr., Platzierungen, Wochen, Auszeichnungen, Anmerkungen) | Anmerkungen                                                               |
| Jahr | Titel Musiklabel Katalog-Nr.                              | US | R&B | Anmerkungen                                                               |
| ---- | --------------------------------------------------------- | --- | --- | ------------------------------------------------------------------------- |
| 1969 | Rare Stamps Stax 2012                                     | — | R&B33 (4 Wo.)R&B | Erstveröffentlichung: Juli 1969                                           |
| 1970 | Johnnie Taylor’s Greatest Hits Stax 2032                  | US141 (5 Wo.)US | R&B26 (17 Wo.)R&B | Erstveröffentlichung: November 1970                                       |
| 1992 | The Best of Johnnie Taylor … on Malaco Vol. 1 Malaco 7463 | — | R&B84 (6 Wo.)R&B | Erstveröffentlichung: Oktober 1992                                        |
| 2003 | There’s No Good in Goodbye Malaco 7515                    | — | R&B30 (10 Wo.)R&B | Erstveröffentlichung: 1. Juli 2003 unveröffentlichte Lieder von 1984–1999 |

Weitere Kompilationen
- 1974: The Best of Johnnie Taylor (Stax 5522)
- 1977: Chronicle: The Twenty Greatest Hits (2 LPs; Stax 88001)
- 1977: Reflections (RCA Victor 2527)
- 1981: The Best of Johnnie Taylor (Columbia 37127)
- 1982: Superhits (Stax 8520)
- 1984: Best of the Old and the New (Beverly Glen Music 10004)
- 1990: Little Bluebird (Stax 8558)
- 1995: Take This Heart of Min (Fania)
- 1996: Stop Half-Loving These Women (Paula 9010)
- 1996: Rated X-Traordinaire: The Best of Johnnie Taylor (Columbia 64818)
- 1997: Disco Lady (EMI-Capitol)
- 1997: Cheaper to Keep Her (Six-O-One Music)
- 1998: Disco 9000 (Sony Music 28783)
- 2000: Lifetime: A Retrospective of Soul, Blues & Gospel, 1965–1999 (3 CDs; Stax 4432-2)
- 2001: Rated Extraordinaire: Disco 9000 (Soundtrack; Westside 875)
- 2006: Stax Profiles (Stax 8617)
- 2007: The Very Best of Johnnie Taylor (Stax 30303)
- 2007: Super Hits (Sony BMG 705465)
- 2017: Stax Classics (Stax STX00202)[5]
- 2025: Who’s Making Love – Stax Singles A’s & B’s 1966-1970 (Kent Soul / Stax CDTOP 533)[6]

### Singles
| Jahr | Titel Album                                                        | Höchstplatzierung, Gesamtwochen, AuszeichnungChartplatzierungen (Jahr, Titel, Album, Platzierungen, Wochen, Auszeichnungen, Anmerkungen) | Höchstplatzierung, Gesamtwochen, AuszeichnungChartplatzierungen (Jahr, Titel, Album, Platzierungen, Wochen, Auszeichnungen, Anmerkungen) | Anmerkungen                                                                                                |
| Jahr | Titel Album                                                        | US | R&B | Anmerkungen                                                                                                |
| ---- | ------------------------------------------------------------------ | --- | --- | --- |
| 1963 | Baby, We’ve Got Love –                                             | US98 (1 Wo.)US | — | Erstveröffentlichung: Oktober 1963 Autor: Sam Cooke                                                        |
| 1964 | I Need Lots of Love –                                              | — | R&B32 (6 Wo.)R&B | Erstveröffentlichung: Mai 1964 Autor: Johnnie Taylor                                                       |
| 1966 | I Had a Dream Wanted: One Soul Singer                              | — | R&B19 (9 Wo.)R&B | Erstveröffentlichung: 7. Februar Autoren: David Porter, Isaac Hayes                                        |
| 1966 | I Got to Love Somebody’s Baby Wanted: One Soul Singer              | — | R&B15 (11 Wo.)R&B | Erstveröffentlichung: 2. Juni 1966 Autoren: David Porter, Isaac Hayes                                      |
| 1967 | Somebody’s Sleeping in My Bed Rare Stamps                          | US95 (2 Wo.)US | R&B33 (8 Wo.)R&B | Erstveröffentlichung: November 1967 Autoren: Bettye Crutcher, Allen Jones                                  |
| 1968 | Next Time –                                                        | US— GoldUS | R&B34 (6 Wo.)R&B | Erstveröffentlichung: 14. Februar 1968 Autoren: Homer Banks, Raymond Jackson                               |
| 1968 | I Ain’t Particular Rare Stamps                                     | — | R&B45 (2 Wo.)R&B | Erstveröffentlichung: 25. April 1968 Autoren: David Porter, Isaac Hayes                                    |
| 1968 | Who’s Making Love                                                  | US5 (14 Wo.)US | R&B1 (16 Wo.)R&B | Erstveröffentlichung: September 1968 Autoren: Don Davis, Homer Banks, Bettye Crutcher, Raymond Jackson     |
| 1969 | Take Care of Your Homework Who’s Making Love                       | US20 (9 Wo.)US | R&B2 (9 Wo.)R&B | Erstveröffentlichung: Januar 1969 Autoren: Don Davis, Homer Banks, Thomas Kelly                            |
| 1969 | Testify (I Wonna) The Johnnie Taylor Philosophy Continues          | US36 (9 Wo.)US | R&B4 (11 Wo.)R&B | Erstveröffentlichung: April 1969 Autoren: George Clinton, Daron Taylor Original: The Parliaments, 1967     |
| 1969 | I Could Never Be President The Johnnie Taylor Philosophy Continues | US48 (8 Wo.)US | R&B10 (8 Wo.)R&B | Erstveröffentlichung: Mai 1969 Autoren: We Three (Bettye Crutcher, Homer Banks, Raymond Jackson)           |
| 1969 | Love Bones The Johnnie Taylor Philosophy Continues                 | US43 (10 Wo.)US | R&B4 (14 Wo.)R&B | Erstveröffentlichung: Oktober 1969 Autoren: Don Davis, Alvertis Isbell, Billy Davis jr.                    |
| 1970 | Steal Away Johnnie Taylor’s Greatest Hits                          | US37 (10 Wo.)US | R&B3 (14 Wo.)R&B | Erstveröffentlichung: Mai 1970 Autor und Original: Jimmy Hughes, 1964                                      |
| 1970 | I Am Somebody Part II One Step Beyond                              | US39 (9 Wo.)US | R&B4 (11 Wo.)R&B | Erstveröffentlichung: September 1970 Autor: Arthur Snider                                                  |
| 1970 | Jody’s Got Your Girl and Gone One Step Beyond                      | US28 (10 Wo.)US | R&B1 (13 Wo.)R&B | Erstveröffentlichung: Dezember 1970 Autoren: Don Davis, James Skeet Wilson, Kent Barker                    |
| 1971 | I Don’t Wanna Lose You One Step Beyond                             | US86 (3 Wo.)US | R&B13 (11 Wo.)R&B | Erstveröffentlichung: März 1971 Autor: Melvin Davis                                                        |
| 1971 | Hijackin’ Love –                                                   | US64 (6 Wo.)US | R&B10 (10 Wo.)R&B | Erstveröffentlichung: Juli 1971 Autoren: Richard „Popcorn“ Wylie, Tony Hester                              |
| 1971 | Standing In for Jody Taylored in Silk                              | US74 (7 Wo.)US | R&B12 (9 Wo.)R&B | Erstveröffentlichung: Dezember 1971 Autoren: Bobby Newsome, Kay Barker                                     |
| 1972 | Doing My Own Thing –                                               | — | R&B16 (9 Wo.)R&B | Erstveröffentlichung: Mai 1972 Autor: Arthur Snyder                                                        |
| 1972 | Stop Doggin’ Me –                                                  | — | R&B13 (12 Wo.)R&B | Erstveröffentlichung: September 1972 Autoren: Arthur Snyder, Bettye Crutcher, Don Davis                    |
| 1973 | I Believe in You (You Believe in Me) Taylored in Silk              | US11 Gold · (16 Wo.)US | R&B1 (13 Wo.)R&B | Erstveröffentlichung: Mai 1973 Autor: Don Davis                                                            |
| 1973 | Cheaper to Keep Her Taylored in Silk                               | US15 (11 Wo.)US | R&B2 (15 Wo.)R&B | Erstveröffentlichung: September 1973 Autor: Mack Rice                                                      |
| 1974 | We’re Getting Careless with Our Love Taylored in Silk              | US34 (10 Wo.)US | R&B5 (17 Wo.)R&B | Erstveröffentlichung: Dezember 1973 Autoren: Don Davis, Frank L. Johnson                                   |
| 1974 | I’ve Been Born Again Super Taylor                                  | US78 (4 Wo.)US | R&B13 (13 Wo.)R&B | Erstveröffentlichung: April 1974 Autoren: Don Davis, James Dean                                            |
| 1974 | It’s September Super Taylor                                        | — | R&B26 (11 Wo.)R&B | Erstveröffentlichung: Oktober 1974 Autor: Dennis Gilmore                                                   |
| 1975 | Try Me Tonight Super Taylor                                        | — | R&B51 (10 Wo.)R&B | Erstveröffentlichung: Juni 1975 Autor: Don Davis                                                           |
| 1976 | Disco Lady Eargasm                                                 | US1 Platin · (19 Wo.)US | R&B1 (21 Wo.)R&B | Erstveröffentlichung: Januar 1976 erste Platin-Single der RIAA Autoren: Al Vance, Don Davis, Harvey Scales |
| 1976 | Somebody’s Gettin’ It Eargasm                                      | US33 (6 Wo.)US | R&B5 (14 Wo.)R&B | Erstveröffentlichung: Mai 1976 Autoren: Chico Jones, Clarence Colter, Don Davis                            |
| 1977 | Love Is Better in the A. M. Rated Extraordinaire                   | US77 (7 Wo.)US | R&B3 (15 Wo.)R&B | Erstveröffentlichung: Februar 1977 Autoren: Melvin Griffin, Don Davis, Harvey Scales                       |
| 1977 | Your Love Is Rated X Rated Extraordinaire                          | — | R&B17 (10 Wo.)R&B | Erstveröffentlichung: Mai 1977 Autor: Roy Moore Jr.                                                        |
| 1977 | Disco 9000 Disco 9000 (Soundtrack)                                 | US86 (2 Wo.)US | R&B24 (12 Wo.)R&B | Erstveröffentlichung: September 1977 Autoren: Johnnie Taylor, Jackie Avery, Sr.                            |
| 1978 | Keep on Dancing Ever Ready                                         | — | R&B32 (13 Wo.)R&B | Erstveröffentlichung: März 1978 Autoren: Charles McCollough, Joe Shamwell                                  |
| 1978 | Ever Ready                                                         | — | R&B84 (4 Wo.)R&B | Erstveröffentlichung: Juli 1978 Autoren: Jim Bryant, Roy Moore Jr., Sylvia Moore                           |
| 1979 | (Ooh-Wee) She’s Killing Me She’s Killing Me                        | — | R&B37 (12 Wo.)R&B | Erstveröffentlichung: September 1979 Autoren: Mickey Buckins, Randy McCormick                              |
| 1979 | Play Something Pretty She’s Killing Me                             | — | R&B79 (7 Wo.)R&B | B-Seite von (Ooh-Wee) She’s Killing Me Autoren: George Jackson, Walter N. Shaw                             |
| 1980 | I Got This Thing for Your Love A New Day                           | — | R&B77 (4 Wo.)R&B | Erstveröffentlichung: Juli 1980 Autor: Greg Guidry                                                         |
| 1982 | What About My Love Just Ain’t Good Enough                          | — | R&B24 (15 Wo.)R&B | Erstveröffentlichung: August 1982 Autor: Patrick Moten                                                     |
| 1982 | I’m So Proud Just Ain’t Good Enough                                | — | R&B55 (8 Wo.)R&B | Erstveröffentlichung: Dezember 1982 Autor: Cecil Womack                                                    |
| 1984 | Lady, My Whole World Is You This Is Your Night                     | — | R&B74 (8 Wo.)R&B | Erstveröffentlichung: November 1984 Autor: Paul Kelly                                                      |
| 1987 | Don’t Make Me Late Lover Boy                                       | — | R&B74 (9 Wo.)R&B | Erstveröffentlichung: Mai 1987 Autoren: George Jackson, Robert Potts                                       |
| 1990 | Still Crazy for You Crazy ’bout You                                | — | R&B60 (8 Wo.)R&B | Erstveröffentlichung: Dezember 1989 Autor: Rich Cason                                                      |
| 1996 | Good Love Good Love!                                               | — | R&B39 (20 Wo.)R&B | Erstveröffentlichung: Juli 1996 Autor: Rich Cason                                                          |
| 1998 | Slide On Good Love!                                                | — | R&B87 (4 Wo.)R&B | Erstveröffentlichung: Februar 1998 Autoren: Sam Mosley, Robert Johnson                                     |
| 1998 | Disco Lady 2000 (Remix) Taylored to Please                         | — | R&B91 (5 Wo.)R&B | Erstveröffentlichung: April 1998                                                                           |

Weitere Singles
- 1961: Why, Why, Why
- 1962: Rome (Wasn’t Built in a Day)
- 1963: Dance What You Wanna
- 1965: Oh How I Love You
- 1966: Toe-Hold
- 1967: Ain’t That Lovin You (For More Reasons Than One)
- 1967: You Can’t Get Away from It
- 1967: Somebody’s Sleeping in My Bed
- 1969: Just Keep on Loving Me (mit Carla Thomas)
- 1973: Don’t You Fool with My Soul
- 1977: Heaven Bless This Home
- 1980: I Wanna Get into You
- 1983: Just Ain’t Good Enough
- 1983: Seconds of Your Love
- 1984: Shoot for the Stars
- 1985: This Is Your Night
- 1985: Still Called the Blues
- 1986: Can I Love You
- 1986: Just Because
- 1987: If I Lose Your Love
- 1988: Everything’s Out in the Open
- 1988: Now That You’ve Cheated
- 1989: I Found a Love
- 1990: Without You
- 1993: Crazy over You
- 1994: Lady Soul
- 1994: Back Street Love Affair
- 1997: Last Two Dollars
- 1999: Big Head Hundreds

Weitere Chartplatzierungen

| Jahr | Titel Album        | Höchstplatzierung, Gesamtwochen, AuszeichnungChartplatzierungen (Jahr, Titel, Album, Platzierungen, Wochen, Auszeichnungen, Anmerkungen) | Höchstplatzierung, Gesamtwochen, AuszeichnungChartplatzierungen (Jahr, Titel, Album, Platzierungen, Wochen, Auszeichnungen, Anmerkungen) | Anmerkungen                              |
| Jahr | Titel Album        | DE | UK | Anmerkungen                              |
| ---- | ------------------ | --- | --- | ---------------------------------------- |
| 1976 | Disco Lady Eargasm | DE43 (3 Wo.)DE | UK25 (7 Wo.)UK | Erstveröffentlichung (UK): 12. März 1976 |

## Auszeichnungen für Musikverkäufe
| Goldene Schallplatte - Kanada - 1976: für die Single Disco Lady |

Anmerkung: Auszeichnungen in Ländern aus den Charttabellen bzw. Chartboxen sind in ebendiesen zu finden.
| Land/RegionAuszeichnungen für Musikverkäufe (Land/Region, Auszeichnungen, Verkäufe, Quellen) | Gold     | Platin     | Verkäufe  | Quellen         |
| -------------------------------------------------------------------------------------------- | -------- | ---------- | --------- | --------------- |
| Kanada (MC)                                                                                  | Gold1    | —          | 75.000    | musiccanada.com |
| Vereinigte Staaten (RIAA)                                                                    | 2× Gold2 | 2× Platin2 | 5.000.000 | riaa.com        |
| Insgesamt                                                                                    | 3× Gold3 | 2× Platin2 |           |                 |